# 여황로
여황로(Yeohwang-ro)는 경상남도 통영시 도천동에서 통영시 북신동까지 연결되는 도로이다.

## 주요 경유지
경상남도
- 통영시 (도천동 - 명정동 - 중앙동 - 북신동)

## 노선
전 구간 지방도 제1021호선에 속하므로 이에 대한 별도 표기는 생략한다
| 이름              | 접속 노선                            | 소재지            | 소재지            | 비고              |
| 평인일주로와 직결 | 평인일주로와 직결                    | 평인일주로와 직결 | 평인일주로와 직결 | 평인일주로와 직결 |
| ----------------- | ------------------------------------ | ----------------- | ----------------- | ----------------- |
| (이름없음)        | 지방도 제1021호선 (평인일주로)       | 통영시            | 도천동            |                   |
| 통영대교교차로    | 미수로                               | 통영시            | 도천동            |                   |
| 당동교차로        | 국가지원지방도 제67호선 (통영터널로) | 통영시            | 도천동            |                   |
| 당동교            |                                      | 통영시            | 도천동            |                   |
| (이름없음)        | 도남로                               | 통영시            | 도천동            |                   |
| 도천사거리        | 중앙로                               | 통영시            | 도천동            |                   |
| 충렬사광장사거리  | 충렬로                               | 통영시            | 명정동            |                   |
| 서문고개          |                                      | 통영시            | 중앙동            |                   |
| (이름없음)        | 북신로 북신염전길                    | 통영시            | 북신동            |                   |
| (이름없음)        | 원문로                               | 통영시            | 북신동            |                   |
| 도남로와 직결     |                                      |                   |                   |                   |

## 주요 건물 및 시설
- GS칼텍스신나폴리주유소 (여황로 75/당동 235)
- SK에너지대영주유소 (여황로 128/도천동 114-8)
- KT통영지점 (여황로 137/도천동 123-3)
- KT플라자 통영점 (여황로 137/도천동 123-3)
- 드림카센터 (여황로 164/도천동 319-3)
- 하나방송 통영고객센터 (여황로 192/도천동 437)
- 동남카전문정비 (여황로 228/명정동 430-2)
- 충렬사 (여황로 251/명정동 213)
- 르노코리아자동차지정정비코너 명정점 (여황로 271/명정동 252-14)
- 알뜰 통제영주유소 (여황로 290/문화동 264)
- 협성카정비 (여황로 346/북신동 296-1)
- 충무고등학교(여황로 375/북신동 338)